# La Remise des Tables de la Loi (Chapelle Sixtine)
La Remise des Tables de la Loi est une fresque du peintre italien de la Renaissance Cosimo Rosselli et de ses assistants, exécutée en 1481–1482, située dans la chapelle Sixtine au Vatican. Elle représente le prophète Moïse en train de recevoir et d'introduire les Dix Commandements. 

## Histoire
Le 27 octobre 1480, différents peintres florentins partent pour Rome dans le cadre du projet de réconciliation entre Laurent de Médicis, souverain de facto de Florence, et le pape Sixte IV. Les Florentins commencent à travailler dans la chapelle Sixtine dès le printemps 1481, avec Pietro Perugino dit Le Pérugin, déjà présent sur les lieux.
La décoration a pour thème le parallèle existant entre les histoires de Moïse et celles du Christ comme signe de continuité entre l'Ancien et le Nouveau Testament, ainsi qu'entre les Tables de la Loi et le message de Jésus, qui avait choisi Pierre (le premier évêque présumé de Rome) comme son successeur, dans le but de légitimer les successeurs de ce dernier, les papes de Rome.

## Description
La peinture, comme d'autres dans le cycle, montre plusieurs épisodes en même temps ; le thème est décrit par l'inscription sur la frise PROMULGATIO LEGIS SCRIPTE PER MOISEM (du latin vers le français : « Promulgation de la loi écrite par Moïse »). 
Dans la partie supérieure, Moïse est agenouillé sur le mont Sinaï, avec Josué endormi à proximité : il reçoit les Tables de la Loi de Yahweh, qui apparaît dans un nuage luminescent, entouré d'anges. Au premier plan, à gauche, Moïse apporte les Tables de la Loi aux Israélites. Au fond se trouve un camp de tentes avec l'autel du veau d'or en son milieu ; les Israélites sont encouragés par Aaron à l'adorer : la position de certains d'entre eux, peints de dos, était généralement utilisée pour dépeindre les personnages négatifs, comme Judas Iscariote dans la Cène (voir la Cène dans l'art chrétien). Moïse, au centre, se met en colère et brise les Tables sur le sol. L'arrière-plan de droite illustre la punition des idolâtres et la réception des nouvelles tables. Josué, en bleu et jaune, apparaît constamment avec Moïse.